# Vasif Babayev
 (juillet 2024).
Pour les articles homonymes, voir Babayev.
Vasif  Babayev (en azéri : Vasif Hacağa oğlu Babayev ; né le 16 septembre 1940 à Bakou) est un réalisateur de télévision et de cinéma, artiste du peuple de la RSS d'Azerbaïdjan (1989),  boursier individuel de la Président de l'Azerbaïdjan (2005). Membre du conseil d'administration de la Guilde des réalisateurs professionnels d'Azerbaïdjan.

## Parcours professionnel
Vasif Hadjagha oghlu Babayev est diplômé de l’Institut national des arts d’Azerbaïdjan en 1965.
- En 1964, Vasif Babayev est nommé directeur adjoint, assistant, directeur du Comité national de radiodiffusion et de télévision d'Azerbaïdjan.
- En 1966, V. Babayev est diplômé des cours supérieurs de réalisateur de télévision de Leningrad.
- En 1969, il est directeur en chef de la télévision.
- En 1991, il est nommé directeur artistique du Comité national de radiodiffusion et de télévision d'Azerbaïdjan.
- En 1994-1996, directeur de la société interétatique de téléradio "MIR".
- De 2001 à 2007,  vice-président de la société indépendante de téléradio « INTER-AZ » à Moscou.

Vasif Babayev prépare des centaines de spectacles et de programmes dans divers genres.

## Création des programmes télévisés
En 1969-1987, Vasif Babayev dirige des dizaines de programmes télévisés grand format « Lumière bleue de Nouvel An » et de programms de vacances.
Au début de 1988, Vasif Babayev et la journaliste Nadejda Ismayilova préparent une série de programmes basés sur les affaires personnelles des " prisonniers politiques" : Mikayil Muchfig, Abbaz Mirza Charifzadeh, Ulvi Radjab, Ruhulla Akhundov, Huseyn Rahmanov, et Salman Mumtaz.
Vasif Babayev est l'auteur et réalisateur d'une quarantaine de documentaires.
Dans les années 1970-1982, V. Babayev a été le directeur principal de presque tous les événements importants de l'État et du gouvernement, des programmes de télévision, des émissions et des programmes en direct organisés avec la participation du dirigeant de l'Azerbaïdjan Heydar Aliyev.
Entre 1972 et 1987, avec R. Hasanoglu, V. Babayev était l'auteur et le réalisateur d'émissions de deux heures sur l'Azerbaïdjan diffusées en Europe par le système INTERVIEW de la télévision centrale ISRS. Le dirigeant du peuple azerbaïdjanais Heydar Aliyev est participant des ce programme.